# آلفونس فان دن برانده
آلفونس فان دن برانده (انگلیسی: Alfons Van den Brande; ۱۵ فوریهٔ ۱۹۲۸ – ۲۳ آوریل ۲۰۱۶) دوچرخه‌سوار اهل بلژیک بود.